# マクラーレン・MP4-22
マクラーレンMP4-22 (McLaren MP4-22) はマクラーレンが2007年のF1世界選手権に投入したフォーミュラ1カー。デザイナーはマイク・コフラン。

## 開発
開発は2006年シーズン前からすでに始まっていた。先進的なコンセプトを特徴としており、新しい流体力学的解決策と前例のないクラッシャブルストラクチャーの有効性を備えたマシンである。2007年のF1レギュレーションでは、タイヤはブリヂストンのワンメイクとなり、このことは少なからずシャシーの開発に影響を与えた。このような空力的改善によってダウンフォースの強いシャシーとなったが、それゆえにタイヤには負担の大きいマシンである。またエンジンのレギュレーション変更が有利に働き、特にレブリミットが19,000rpmに制限されたことで信頼性とパワーの両面が改善された。

## 2007年シーズン
ルノーで2年連続ドライバーズチャンピオンを獲得したフェルナンド・アロンソが加入し、GP2王者の新人ルイス・ハミルトンとコンビを組んだ。MP4-22は当初の期待通り好調な滑り出しをみせ、第2戦マレーシアGPでワンツーフィニッシュを達成。シーズンを通してどちらかのドライバーが必ず表彰台に立ち、フェラーリとのタイトル争いを優位に進めた。
しかし、チーム運営をめぐるトラブルが次々と発生した。チームとしてはモナコGPではチームオーダー疑惑が浮上をきっかけにトラブルが目立ち始める。アロンソはベルギーGPまでの全戦でポイントを獲得するなど好調ではあったが、ハミルトンのデビューから3戦連続表彰台の時点でランキングで後れを取り、カナダGPで初優勝すると両ドライバーの関係は微妙なものとなった。その象徴としてハンガリーGP予選ではアロンソがハミルトンのラストアタックの機会を妨害したとして（ただ、ロン・デニスによればハミルトンがチームからの無線による指示を無視しアロンソを先行させなかったことが原因としている）、チームに同GPのコンストラクターズポイントを無効とするペナルティが課せられた。そのうえ、ベルギーGP前には、マクラーレンのフェラーリに対する産業スパイ疑惑に対して、この年のコンストラクターズ全ポイントを無効とする厳罰が下され、確実視されていたコンストラクターズタイトルを失うことになった（結果的には見れば、フェラーリの204ポイントに1ポイント及ばなかった実質2位となったものの、イタリアGP終了時点では、コンストラクターズタイトルはマクラーレンが先行しており、しかも、ハンガリーGPの剥奪ポイントも含めた両ドライバーの単純合計では218ポイントで、理論上コンストラクターズタイトルを獲得していたこととなる）。
残されたドライバーズタイトルも、日本GPでアロンソ、中国GPでハミルトンが痛恨のリタイアを喫し、混沌とした状況となった。最終戦ブラジルGPではポイントリーダーのハミルトンのマシンにギアトラブルが発生。結果、フェラーリのキミ・ライコネンに両ドライバーとも1ポイント及ばず、ドライバーズタイトルも2位と3位に終わった。
また、このスパイ疑惑によって、来期のマシンであるMP4-23の開発に際してはFIAの査察が入ることとなった。

## スペック
- ホイール　Enkei
- エンジン　メルセデス・ベンツ FO108T
- 気筒数・角度　V型8気筒・90度
- 排気量　2,400cc
- 燃料・潤滑油　モービル
- ブレーキ   akebono

## 成績
| 年   | No. | ドライバー             | 1   | 2   | 3   | 4   | 5   | 6   | 7   | 8   | 9   | 10  | 11  | 12  | 13  | 14  | 15  | 16  | 17  | ポイント | ランキング |
| 年   | No. | ドライバー             | AUS | MAL | BHR | ESP | MON | CAN | USA | FRA | GBR | EUR | HUN | TUR | ITA | BEL | JPN | CHN | BRA | ポイント | ランキング |
| ---- | --- | ---------------------- | --- | --- | --- | --- | --- | --- | --- | --- | --- | --- | --- | --- | --- | --- | --- | --- | --- | -------- | ---------- |
| 2007 | 1   | フェルナンド・アロンソ | 2   | 1   | 5   | 3   | 1   | 7   | 2   | 7   | 2   | 1   | 4   | 3   | 1   | 3   | Ret | 2   | 3   | -        | 剥奪*      |
| 2007 | 2   | ルイス・ハミルトン     | 3   | 2   | 2   | 2   | 2   | 1   | 1   | 3   | 3   | 9   | 1   | 5   | 2   | 4   | 1   | Ret | 7   | -        | 剥奪*      |

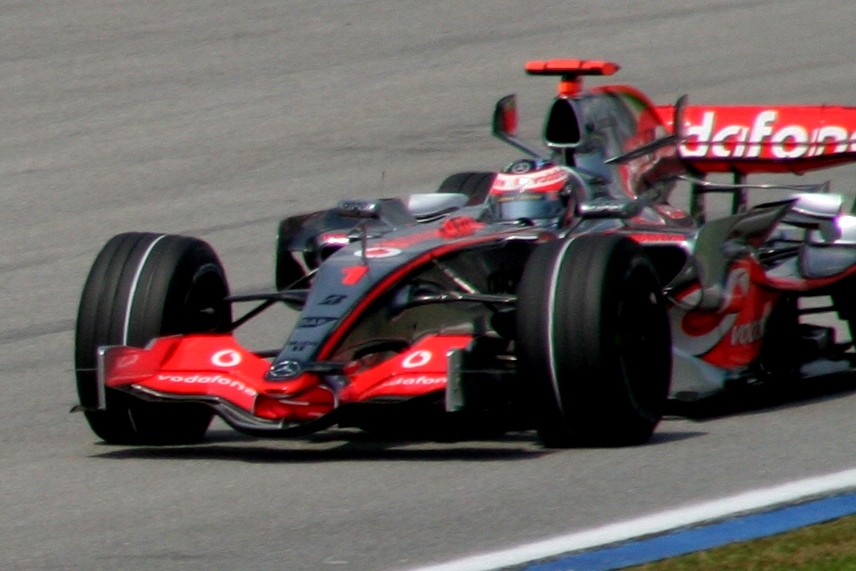
第2戦マレーシアGPでMP4-22を駆るフェルナンド・アロンソ

* マクラーレンは2007年シーズンのコンストラクターズポイントとランキングを剥奪された。
- ドライバーズランキング
  - フェルナンド・アロンソ 3位
  - ルイス・ハミルトン 2位